# Cloruro di platino(IV)
Il cloruro di platino(IV) o tetracloruro di platino è il composto binario con formula PtCl4, dove il platino è nello stato di ossidazione +4. In condizioni normali PtCl4 è un solido inodoro di colore rosso-bruno, igroscopico. Il platino forma anche un altro cloruro binario di formula PtCl2.

## Struttura molecolare e configurazione elettronica
Il composto cristallizza con struttura ortorombica, con costanti di reticolo a = 1137 pm, b = 1365 pm e c = 595 pm, con otto unità di formula per cella elementare. Come succede tipicamente in composti di Pt(IV), i centri metallici adottano una geometria di coordinazione ottaedrica, formando una catena polimerica dove metà dei leganti cloruro sono a ponte tra i centri di platino (vedi figura).

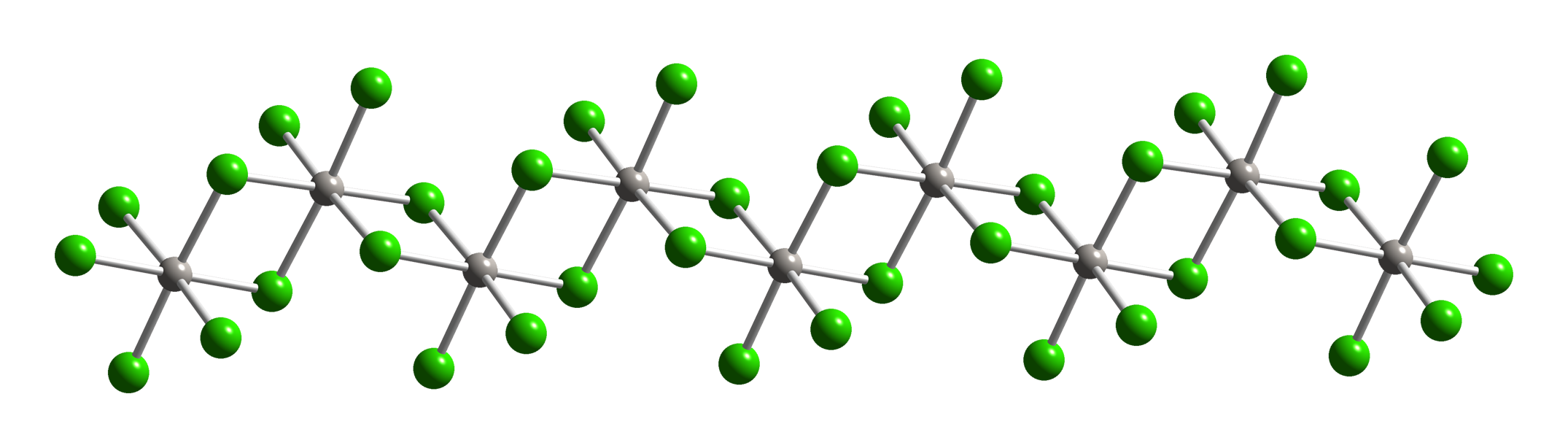
Parte della struttura a catena nel cristallo di PtCl_{4}

## Sintesi
PtCl4 fu isolato per la prima volta da L. Pigeon nel 1889. Il composto si può preparare per sintesi diretta dagli elementi, o per riscaldamento di H2[PtCl6] · 6 H2O in un flusso di cloro.

## Reattività
Il composto è igroscopico e assorbe umidità dall'aria formando PtCl4· 5 H2O.
In seguito a riscaldamento PtCl4 si decompone formando cloro e PtCl2:
{\displaystyle {\ce {PtCl4 -> PtCl2 + Cl2}}}
Sciolto in HCl forma H2[PtCl6], che si può ricristallizzare da soluzioni acquose come H2[PtCl6] · 5 H2O di colore giallo.